# Särkijärvi (sjö i Nastola, Päijänne-Tavastland)
Särkijärvi är en sjö i kommunen Nastola i landskapet Päijänne-Tavastland i Finland. Arean är 34 hektar och strandlinjen är 4,27 kilometer lång. Sjön  ingår i Kymmene älvs huvudavrinningsområde.   Den ligger omkring 12 kilometer öster om Lahtis och omkring 110 kilometer nordöst om Helsingfors. 